# Munitionsfahrzeug III/IV
Munitionsfahrzeug III/IV – niemiecki transporter amunicyjny na podwoziu i kadłubie działa samobieżnego Hummel, używany w trakcie II wojny światowej.

## Historia
Zasobniki amunicyjne działa samobieżnego Hummel mieściły jedynie 30 nabojów. Było to za mało, aby prowadzić ostrzał przez dłuższy czas. Munitionsfahrzeug III/IV wykorzystywał zarówno podwozie jak i kadłub tego działa. Jego mobilność była taka sama jak Hummela, podobnie jak i procedury naprawcze i części. Transporter mógł być przerobiony na działo samobieżne po usunięciu płyty pancernej zamykającej przód przedziału bojowego i zainstalowaniu haubicy z Hummela. W ten sposób szybko zastępowano uszkodzone działa samobieżne. Łącznie wyprodukowano 157 takich transporterów amunicyjnych, które przydzielano po dwa do sześciodziałowych baterii Hummeli.